# Contea di Otero (Nuovo Messico)
La contea di Otero (in inglese Otero County) è una contea dello Stato del Nuovo Messico, negli Stati Uniti. La popolazione al censimento del 2000 era di 62 298 abitanti. Il capoluogo di contea è Alamogordo.

## Geografia
La contea si trova nel sud dello Stato, al confine con il Texas. Il territorio comprende diverse zone, alte cime nella Sierra Blanca, deserti estesi e montagne ricoperte da boschi. La contea si trova nella provincia di Basin and Range. A ovest si colloca il Bacino Tularosa, dove si trova il parco nazionale delle sabbie bianche. A sud-est si estendono i monti Guadalupe e a nord i monti Sacramento. Solo il 10 % della contea è di privati. La parte orientale ospita la foresta nazionale di Lincoln e la Riserva Apache Mescalero.

### Contee confinanti
- Contea di Lincoln - nord
- Contea di Chaves - nord-est
- Contea di Eddy - est
- Contea di Culberson (Texas) - sud-est
- Contea di Hudspeth (Texas) - sud
- Contea di El Paso (Texas) - sud-ovest
- Contea di Doña Ana - ovest
- Contea di Sierra - nord-ovest

## Storia
I nativi Mescalero vivevano nella regione almeno dal XVII secolo. La contea fu istituita nel 1899 da parti delle contee di Doña Ana, Lincoln e Socorro. Fu chiamata così in onore di Miguel Antonio Otero, governatore territoriale.

## Comuni

### City
- Alamogordo (capoluogo)

### Villages
- Cloudcroft
- Tularosa

### Census-designated places
- Bent
- Boles Acres
- Chaparral
- High Rolls
- Holloman AFB
- La Luz
- Mayhill
- Mescalero
- Orogrande
- Piñon
- Sacramento
- Timberon
- Twin Forks
- Weed